# 클라라가시반디쿠트
클라라가시반디쿠트(Echymipera clara)는 반디쿠트과에 속하는 유대류의 일종이다. 서뉴기니와 인도네시아 그리고 파푸아뉴기니에서 발견된다. 자연 서식지는 아열대 또는 열대 기후 지역의 건조림이다. 서식지 감소로 멸종 위협을 받고 있다.